# Puzzle (Magazin)
puzzle: Viele Kulturen – ein Land ist ein monatliches Kulturmagazin des BR Fernsehens. Es ist das erste interkulturelle Kulturmagazin im deutschen Fernsehen. Die 30-minütige Sendung wird moderiert von Özlem Sarıkaya.

## Format und Inhalt
Das Anfang 2008 eingeführte, neue Format stellt Kulturschaffende mit Zuwanderungsbiografien vor, die mit ihrer Kunst und ihrem Wirken die Kultur des Landes Bayern beeinflussen und mitprägen. Nachdem das Kulturmagazin im Jahr 2008 vierteljährlich ausgestrahlt wurde, läuft die „puzzle“-Sendung ab Anfang 2009 monatlich. Die Sendungen im BR Fernsehen werden jeweils im Nachtprogramm des BR wiederholt, sowie auch im digitalen Fernsehprogramm tagesschau24 der ARD gezeigt.
Der Haupttitel des TV-Magazins bezieht sich darauf, dass ein Puzzle aus unterschiedlichen Teilen besteht, die nur zusammengesetzt ein Gesamtbild ergeben – und dass es in unserer Gesellschaft genauso sei. Es gehe um verschiedenste Sprachen, Religionen, Traditionen, Kulturen und Temperamente, die aufeinandertreffen und einander prägen, beeinflussen und verändern und die gemeinsam ein vielschichtiges Bild ergeben. Gemäß dem Zusatztitel „Viele Kulturen – ein Land“ widmet sich das Magazin Kulturleistungen von Menschen mit Migrationsbiografien Bayerns, die in Bereichen wie Musik, Tanz, Theater und Literatur die Kulturszene des Landes entscheidend mitprägen.
Die Titelmelodie der Sendung ist das erste Stück So Easy aus dem Album Melody A.M. von Röyksopp.

## Rezeption
Das neue, interkulturelle Kulturmagazin fand bei Fernsehzuschauern und Kritik weithin positive Aufnahme. Über das neue Programmformat und teils auch über einzelne Sendungen wurde unter anderem auf der Online-Plattform Filmstarts.de und dem Online-Magazin sat+kabel sowie in der Süddeutschen Zeitung, der Frankfurter Rundschau und anderen Printmedien teils ausführlich berichtet. Laut Süddeutscher Zeitung soll die Sendung „dem Publikum eine neue Perspektive auf das Bayerische und das große Drumherum eröffnen“.